# Karl Richter (Geistlicher)
Karl Richter (* 15. Oktober 1804 in Warendorf, Westfalen, Königreich Preußen; † 23./24. August 1869 in Trier) war ein deutscher römisch-katholischer Priester, Pädagoge, Abgeordneter und Domherr in Westpreußen, Posen und Trier.

## Leben
Karl Richter studierte Katholische Theologie, Philosophie und Philologie an der Akademie in Münster von 1821 bis 1826. Anschließend wurde er Oberlehrer und Leiter am Progymnasium im westfälischen Rietberg und 1828 Oberlehrer am Gymnasium in Paderborn.
1830 wurde er zum Priester geweiht.
1837 wurde Karl Richter erster Direktor des neuen königlichen katholischen Gymnasiums im westpreußischen Culm. Er unterstützte die meist polnischen Schüler, ihre Sprache in der Schule zu sprechen und lernte sie selber. 1840 wurde sie eine offizielle Unterrichtssprache.
1844 wurde Richter an das Priesterseminar Collegium Marianum in Pelplin versetzt, wo er Professor für Dogmatik und Philosophie wurde und Domherr des Bistums Culm.
Karl Richter setzte sich für die Interessen der polnischen Bevölkerung in Westpreußen ein. Er wurde 1848 Abgeordneter der Preußischen Nationalversammlung für den Ort Berent und im darauffolgenden Jahr im Preußischen Landtag (1. Wahlperiode). Außerdem wurde er Mitglied der Polnischen Liga (Liga Polska).
1849 wurde Richter nach Posen versetzt, und dort ebenfalls Professor für Dogmatik und Philosophie am Priesterseminar und Domherr (Domkapitular), später zeitweise auch Vorsitzender des Prosynodalgerichts, Prosynodalexekutor und Zensor für Literatur.
1837 wurde Karl Richter zum Offizial und Domherrn in Trier berufen. Dort starb er in der Nacht vom 23. zum 24. August 1869. Er hinterließ eine umfangreiche Bibliothek für das Domarchiv.